# 1962 en Grèce
Chronologie de la Grèce
- 1958
- 1959
- 1960
- 1961
- 1962
- 1963
- 1964
- 1965
- 1966

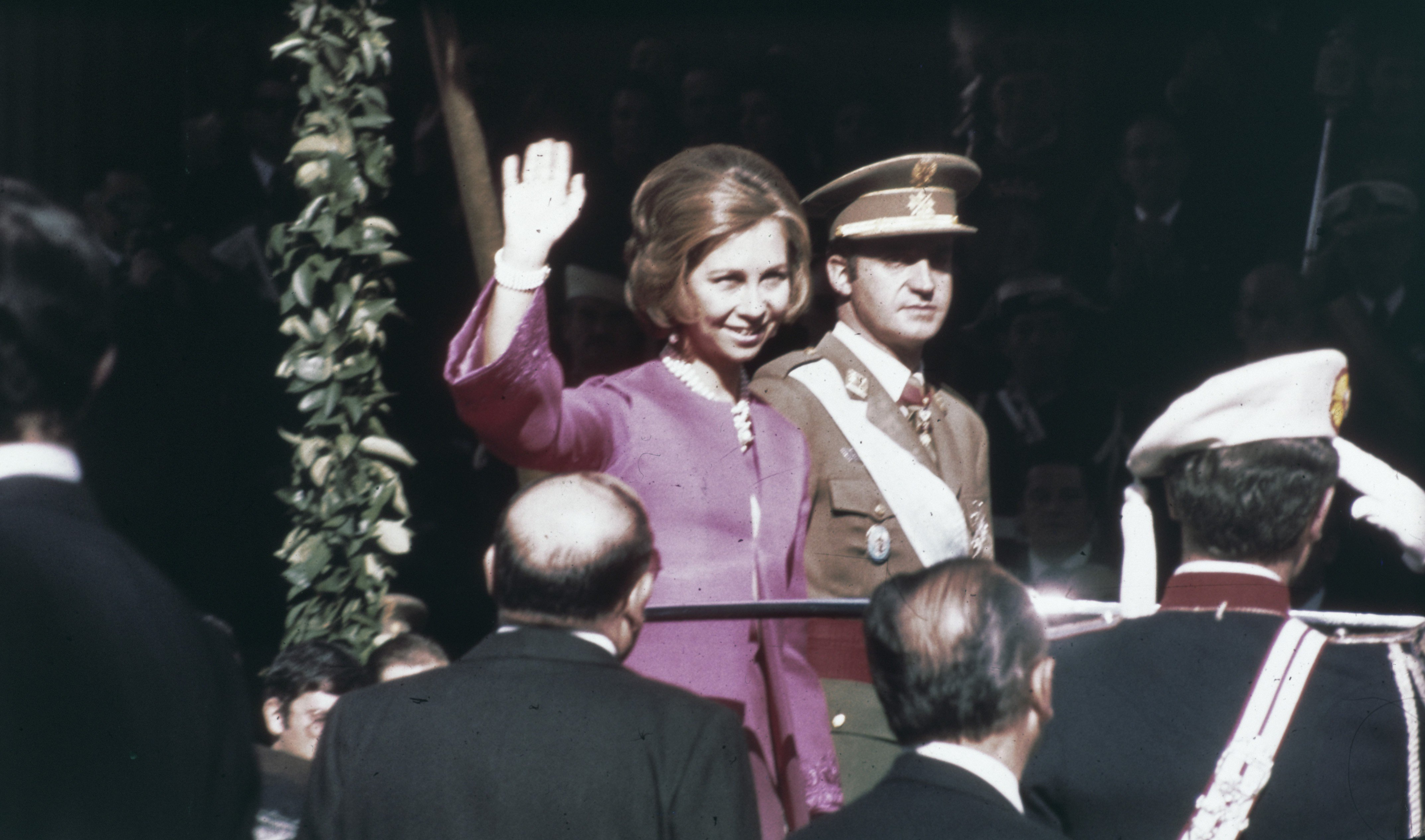
Juan Carlos et Sophie de Grèce se marient en 1962, à Athènes (photographie de 1975).

Cette page concerne les évènements survenus en 1962 en Grèce  :

## Évènement
- 14 mai : Mariage de l'infant Juan Carlos d'Espagne et de la princesse Sophie de Grèce à Athènes.
- Découverte du cratère et du papyrus de Derveni, non loin de Thessalonique.

## Cinéma - Sortie de film
- 17-23 septembre : Semaine du cinéma grec au Festival international du film de Thessalonique.
- Certains l'aiment froid
- Ciel
- Électre
- Le Furet
- Les Mains
- Phaedra

## Sport
- Coupe de Grèce de football (1961-1962) (en)
- Coupe de Grèce de football (1962-1963) (en)
- Championnat de Grèce de football 1961-1962
- Championnat de Grèce de football 1962-1963

Création de club de sport
- Episkopí Football Club
- FAS Naoussa
- ZAON Kifissia (en)

## Création
- Métropole du Pirée
- Musée archéologique de La Canée
- Musée archéologique de Thessalonique
- Parc national du Mont Ainos
- Parc national de Samaria

## Dissolution
- Chemin de fer Athènes-Lavrion (en)
- Chemins de fer du Pirée, d'Athènes et du Péloponnèse (en)

## Naissance
- Marianna Economou, réalisatrice.
- Effrosýni Karasarlídou, personnalité politique.
- Élena Koundourá, mannequin et personnalité politique.
- Dimítrios Koutsoúkis, athlète.
- Stávros Lambrinídis, personnalité politique.
- Tommy Lee, fondateur du groupe de hard rock Mötley Crüe.
- Chrístos Pappás, personnalité politique.
- Ánni Podimatá, députée européenne.
- Margarítis Schinás, personnalité politique.
- Sokrátis Vardákis, personnalité politique.

## Décès
- Manólis Kalomíris, compositeur.
- Kurt Singer, philosophe et économiste allemand.